# Marit Victoria Wulff Andreassen
Marit Victoria Wulff Andreassen, född den 22 januari 1971 i Kasfjord i Harstad kommun, Troms fylke, är en norsk konstnär, verksam i Stavanger. Hon är utbildad på Kunsthøgskolen i Bergen åren 1999–2003.
Hennes konst har ofta sexuellt innehåll, vilket har gjort henne kontroversiell. En av hennes mest kända teckningar är Velsigna Rund, en stiliserad teckning av könsorgan som bildar en stor cirkel. Teckningen, som mäter 230 x 260 cm, gavs till Harstad kommun sommaren 2006. Kommunen tackade först nej, men barnmorskekontoret vid vårdcentralen i Harstad erbjöd sig senare att ta emot den.